# San Blas Atempa
San Blas Atempa è un comune del Messico, situato nello stato di Oaxaca.